# Razorna čehavka
Razorna čehavka, čehovka, razorna ljuskavica ili topolova ljuskavica (lat. Hemipholiota populnea) je nejestiva gljiva iz porodice Strophariaceae. 

## Opis
- Klobuk razorna čehavke je širok od 5 do 20 centimetara, u mladosti konveksno polukuglast, zatim otvoren i tupo ispupčen, žućkast ili smeđast, mesnat; rub je jako čehav, čitav je prekriven bijelim i debelim ljuskama nepravilnog oblika koje kasnije postanu smeđaste.
- Listići su gusti, debeli, nejednako dugi, prirasli za stručak, najprije bijeli, zatim smeđasti s bjelkastom oštricom.
- Stručak je visok od 3 do 9 centimetara, debeo od 1,5 do 3 centimetra, kratak, zavinut, na osnovi zadebljan, često s korjenastim produžetkom, do vjenčića uzdignuto ljuskavo čehast, pun, najprije bijel zatim smeđast; iznad vjenčića gladak, vjenčić je dlakav s rascijepljenim rubom.
- Meso je tvrdo, bijelo, u stručku žućkasto, posjeduje svojstven miris za kojeg se može reći da se nalazi između ugodnoh i neugodnog; okus najprije slatkast zatim gorkast.
- Spore su glatke, eliptično jajolike, 7,5 – 8 x 5 μm; otrusina je tamno rđastosmeđasta.

## Kemijske reakcije
Meso u dodiru s kalijevom lužinom požuti.

## Stanište
Razorna čehavka raste ljeti i u jesen pojedinačno ili 2 do 3 primjerka zajedno na panjevima ili stablima topole.    

## Upotrebljivost
Razorna čehavka nije jestiva.

## Sličnosti
Razorna čehavka raste gotovo uvijek na panjevima, povaljenim stablima ili rastućim stablima topole. Ona je opasan parazit jer njezin micelij razara domaćina dok ga u potpunosti ne uništi. Zbog osobitog staništa i osebujnog izgleda nije moguća zamjena s nijednom vrstom gljiva. Možda je donekle slična vrsti Psathyrella caput-medusae (Fr.) Konnrad ex Maublanc, međutim, ona raste isključivo na ostacima crnogoričnog drveća. 

## Slike
|  |  |  |  |  |
|  |  |  |  |  |

## Vanjske poveznice
|  | Zajednički poslužitelj ima stranicu o temi Hemipholiota populnea    |
|  | Zajednički poslužitelj ima još gradiva o temi Hemipholiota populnea |